# 分別晶析法
化学における分別晶析（ぶんべつしょうせき、英: fractional crystallization）法は、溶解度の差に基づいて物質を精製する手法である。結晶化における差によって分別を行う。溶液中の2つ以上の物質の混合物が（例えば溶液の温度を下げるなどして）結晶化できるとすると、沈殿物は溶けにくい物質をより多く含む。沈殿中の成分の比率はそれらの溶解度積に依存する。もし溶解度積が非常に似ているとすると、完全な分離を達成するためにはカスケード過程が必要となる。この手法は化学工学においてしばしば用いられる。